# Lokoundjé (ville)
Pour les articles homonymes, voir Lokoundjé.
Lokoundjé est une commune côtière du département de l'Océan dans la région du Sud au Cameroun. Elle s'étend des environs de Kribi au sud à la rive gauche du fleuve Nyong au nord, elle a pour chef-lieu la localité de Fifinda.

## Géographie
La commune doit son nom au fleuve côtier: La Lokoundjé qui se jette dans le golfe de Guinée au sud de l'embouchure du Nyong et au nord de la localité de Ondja. Le territoire communal est traversé par la route nationale 7, axe Edéa-Kribi bitumé en 1985. Il s'étend sur 2 254 km2 selon la délégation départementale des forêts, sur les bassins du Nyong, de la Lokoundjé et de la Lobé. Le relief est constitué de basses terres côtières et de plateaux. Son altitude varie de 0 m au niveau de la mer à 465 m sur la colline localisée au sud de Nkollo. Le chef-lieu communal est à 43 m d'altitude.
|                 | Edéa I    | Messondo         |
| Golfe de Guinée | Lokoundjé | Bipindi, Akom II |
| Kribi           | Campo     | Nieté            |

## Histoire
L'arrivée et l'installation des peuples Batanga et Evouzok sur cette zone côtière a lieu vers l'année 1900, ils se sédentarisent après les affrontements avec les Bassa présents sur ce territoire. En 1912, la colonie allemande ouvre la route Edéa-Kribi, elle est bitumée en 1985. L'entreprise Socapalm s'installe au sud de la commune en 1977, et apporte emplois et perspecives de développement. La commune et l'arrondissement de Lokoundjé sont créés en avril 2007 par démembrement des communes rurale et urbaine de Kribi.

## Population
Lors du recensement de 2005, la commune comptait 22 681 habitants. En 2011, les données terrain recueillies lors du plan communal de développement établissent la population à 36 650 habitants.

## Administration
Les maires de la commune se succèdent depuis sa création en 2007.
| Période | Période | Identité             | Étiquette | Qualité  |
| ------- | ------- | -------------------- | --------- | -------- |
| 2007    | 2016    | Innocent Ondoua Nkou |           | banquier |
| 2016    | 2020    | Paulette Namboua     |           |          |
| 2020    |         | Vendelin Nkoa        | RDPC      |          |

## Chefferies traditionnelles
L'arrondissement de Lokoundjé compte trois chefferies traditionnelles de 2e degré :
- 831 : Groupement Evouzok Ewondo
- 832 : Groupement Fang-Ngoumba
- 833 : Groupement Bakoko Bassa

## Villages
La commune comprend 6 groupements plus de 36 villages et 23 campements pygmées.

### Bakoko Bassa
- Bella
- Bonguen
- Dehane
- Ebondi
- Elogbatindi
- Gwap
- Mboke
- Nkollo
- Yalpenda

### Batanga Nord
- Behondo
- Dikoube
- Donenda
- Lokoundjé

### Evouzok
- Bipaga I
- Bipaga II
- Bivouba
- Ebea
- Fifinda I
- Fifinda II
- Mbebe
- Pama

### Groupement Fang
- Bandevouri
- Bidou I
- Bissiang
- Makoure I
- Makoure II

### Mabi Sud
- Bidou II
- Edoungagomo
- Mabenanga
- Ndoumale
- Poungo
- Diboune

### Socapalm
- Village I
- Village II
- Village III
- Village 4
- Village 5
- Camp SAV
- Camp Cadres
- Camp Chinois
- Camp Usine
- Kilombo I
- Kilombo II
- Camp Wijma
- Kienke

Au sud de la commune les plantations de la Socapalm ont construit six villages dénommés : Socapalm V1, Socapalm V2, Socapalm V3, Socapalm V4, Socapalm V5, Socapalm V6.

## Enseignement
L'arrondissement de Lokoundjé compte 9 établissements secondaires publics dont 2 lycées et 7 collèges, 14 sont francophones et un bilingue.
- CES de Bella
- CES de Bonguen
- CES de Makoure
- CES de Mboke
- CES de Nkollo
- Lycée d'Elogbatindi
- Lycée bilingue de Kribi Rural
- CETIC d'Elogbatindi
- CETIC de Socapalm Kienke

## Économie
Les principales activités économiques des populations de la Commune sont la pêche et l’agriculture, puis le commerce et l’artisanat. Le village de Socapalm V1 au sud de la commune est un site agro-industriel de la plantation de Socapalm Kienké établi depuis 1977.